# Plurale tantum
Un substantiv de tipul plurale tantum (în latină înseamnă „doar plural”) este un substantiv care nu are formă de singular. De exemplu, în limba română următoarele substantive sunt plurale tantum: câlți, zori, moaște etc.